# سیارک ۳۵۲۳
سیارک ۳۵۲۳ (به انگلیسی: 3523 Arina، نامگذاری:1975TV2) سه هزار و پانصد و بیست و سومین سیارک کشف شده‌است که در ۳ اکتبر ۱۹۷۵ کشف شد.
قدر مطلق سیارک برابر ۱۲٫۲۰ است.